# István Géczi
István Géczi (ur. 16 marca 1944 w Sajóörös, zm. 10 września 2018 w Budapeszcie) – węgierski piłkarz grający na pozycji bramkarza. W swojej karierze rozegrał 23 mecze w reprezentacji Węgier.

## Kariera klubowa
Przez całą swoją karierę piłkarską Géczi związany był z budapeszteńskim klubem Ferencvárosi TC. W 1962 roku awansował do kadry pierwszej drużyny Ferencvárosi i w sezonie 1962/1963 zadebiutował w nim w pierwszej lidze węgierskiej. W debiutanckim sezonie wywalczył tytuł mistrza kraju. Mistrzem Węgier zostawał również w latach 1964, 1967 i 1968. Z Ferencvárosi dwukrotnie zdobył Puchar Węgier w 1972 i 1974 roku. W 1965 roku wystąpił w wygranym finale 1:0 Pucharu Miast Targowych z Juventusem. W finale tego pucharu wystąpił również w 1968 roku, jednak Ferencvárosi uległ w dwumeczu Leeds United (0:1 i 0:0). Z kolei w 1975 roku Géczi zagrał w przegranym 0:3 finale Pucharu Zdobywców Pucharów z Dynamem Kijów. W zespole Ferencvárosi grał do 1975 roku. Rozegrał w nim łącznie 309 meczów ligowych.

## Kariera reprezentacyjna
W reprezentacji Węgier Géczi zadebiutował 11 października 1964 roku w zremisowanym 2:2 towarzyskim spotkaniu z Czechosłowacją. W 1966 roku był w kadrze Węgier na mistrzostwa świata w Anglii, jednak na tym turnieju był rezerwowym bramkarzem i nie wystąpił ani razu.
W 1972 roku Géczi zagrał w dwóch meczach mistrzostw Europy 1972: półfinałowym ze Związkiem Radzieckim (0:1) i o 3. miejsce z Belgią (1:2). W tym samym roku zdobył srebrny medal na igrzyskach olimpijskich w Monachium. Od 1964 do 1974 roku rozegrał w kadrze narodowej 23 mecze.
| Mecze i gole w reprezentacji | Mecze i gole w reprezentacji | Mecze i gole w reprezentacji | Mecze i gole w reprezentacji | Mecze i gole w reprezentacji | Mecze i gole w reprezentacji | Mecze i gole w reprezentacji |
| #                            | Data                         | Stadion                      | Rywal                        | Wynik                        | Gol                          | Rozgrywki                    |
| 1964                         | 1964                         | 1964                         | 1964                         | 1964                         | 1964                         | 1964                         |
| ---------------------------- | ---------------------------- | ---------------------------- | ---------------------------- | ---------------------------- | ---------------------------- | ---------------------------- |
| 1.                           | 11.10.1964                   | Budapeszt, Węgry             | Czechosłowacja               | 2:2                          | 0                            | towarzyski                   |
| 2.                           | 25.10.1964                   | Budapeszt, Węgry             | Jugosławia                   | 2:1                          | 0                            | towarzyski                   |
| 1971                         |                              |                              |                              |                              |                              |                              |
| 3.                           | 21.07.1971                   | Rio de Janeiro, Brazylia     | Brazylia                     | 0:0                          | 0                            | towarzyski                   |
| 4.                           | 01.09.1971                   | Budapeszt, Węgry             | Jugosławia                   | 2:1                          | 0                            | towarzyski                   |
| 5.                           | 25.09.1971                   | Budapeszt, Węgry             | Bułgaria                     | 2:0                          | 0                            | el. ME 1972                  |
| 6.                           | 09.10.1971                   | Paryż, Francja               | Francja                      | 2:0                          | 0                            | el. ME 1972                  |
| 7.                           | 27.10.1971                   | Budapeszt, Węgry             | Norwegia                     | 4:0                          | 0                            | el. ME 1972                  |
| 8.                           | 14.11.1971                   | Gżira, Malta                 | Malta                        | 2:0                          | 0                            | el. MŚ 1974                  |
| 1972                         |                              |                              |                              |                              |                              |                              |
| 9.                           | 12.01.1972                   | Madryt, Hiszpania            | Hiszpania                    | 0:1                          | 0                            | towarzyski                   |
| 10.                          | 29.04.1972                   | Budapeszt, Węgry             | Rumunia                      | 1:1                          | 0                            | el. ME 1972                  |
| 11.                          | 06.05.1972                   | Budapeszt, Węgry             | Malta                        | 3:0                          | 0                            | el. MŚ 1974                  |
| 12.                          | 14.05.1972                   | Bukareszt, Rumunia           | Rumunia                      | 2:2                          | 0                            | el. ME 1972                  |
| 13.                          | 25.05.1972                   | Sztokholm, Szwecja           | Szwecja                      | 0:0                          | 0                            | el. MŚ 1974                  |
| 14.                          | 14.06.1972                   | Bruksela, Belgia             | ZSRR                         | 0:1                          | 0                            | ME 1972                      |
| 15.                          | 17.06.1972                   | Liège, Belgia                | Belgia                       | 1:2                          | 0                            | ME 1972                      |
| 16.                          | 27.08.1972                   | Norymberga, RFN              | Iran                         | 5:0                          | 0                            | IO 1972                      |
| 17.                          | 31.08.1972                   | Augsburg, RFN                | Dania                        | 2:0                          | 0                            | IO 1972                      |
| 18.                          | 03.09.1972                   | Pasawa, RFN                  | NRD                          | 2:0                          | 0                            | IO 1972                      |
| 19.                          | 10.09.1972                   | Monachium, RFN               | Polska                       | 1:2                          | 0                            | IO 1972                      |
| 20.                          | 15.10.1972                   | Wiedeń, Austria              | Austria                      | 2:2                          | 0                            | el. MŚ 1974                  |
| 1973                         |                              |                              |                              |                              |                              |                              |
| 21.                          | 29.04.1973                   | Budapeszt, Węgry             | Austria                      | 2:2                          | 0                            | towarzyski                   |
| 22.                          | 16.05.1973                   | Karl-Marx-Stadt, NRD         | NRD                          | 1:2                          | 0                            | towarzyski                   |
| 1974                         |                              |                              |                              |                              |                              |                              |
| 23.                          | 29.05.1974                   | Székesfehérvár, Węgry        | Jugosławia                   | 3:2                          | 0                            | towarzyski                   |